# 光头党

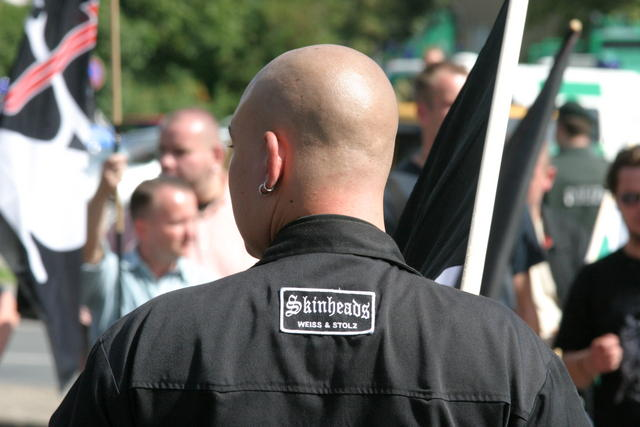
典型的光頭黨成員

光頭黨（英語：Skinheads）是一種源自1960年代，英國的青年勞工階級的次文化，接著擴大到俄羅斯及歐美地區，「光頭黨」這個名稱就是在於他們剃光頭的髮型。在時尚、音樂還有生活型態，受到牙買加的Rude Boy文化與英國摩斯族文化（Mod）相當大的影響。原先他們只奠定在這些文化元素中，並沒有政治或種族意圖。大略在1960年代晚期，一些北英國的光頭黨開始發動對南亞移民的暴力事件。
1970年代開始，媒體與大眾漸漸把光頭黨與新纳粹主义青年組織畫上等號。
但在流行這方面，光頭黨可以指1960年代受摩斯族（Mod）影響的光頭或是比較不嚴謹的龐克、硬蕊風格。

## 历史

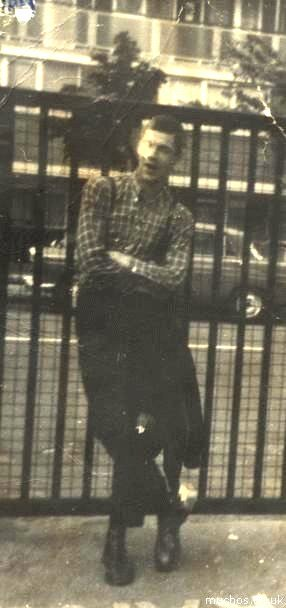
1977年光头党复兴潮流中留下的照片

20世纪50年代末，战后的经济繁荣使许多工人阶级青年的可支配收入增加。很多青年把钱花在由美英摇滚、电影演员和服装工业引领的时尚潮流上。 这些人形成一种次文化，被称为摩斯族。以其消费主义和对时尚、音乐、速可达机车的追捧闻名。
摩斯族一般衣着讲究，不过其中也有一群资源较少的人穿着随便。这些衣服更来自他们的生活方式和工作环境，包括工作靴、军靴、直腿牛仔裤、免熨休闲裤、纽扣衬衫和背带裤。如果条件允许，这些工人阶级的摩斯族也会买西装和其他昂贵的衣服，但是只穿去舞厅。在那里，他们主要听灵魂乐、斯卡曲风和其他牙买加流行音乐。
1965年，摩斯族分裂成两大群体：“孔雀摩斯族”总是穿着最新的高价时装，平时不那么暴力；以及“硬派摩斯族”，也称“帮派摩斯族”、“柠檬头”或“花生”，以短发和工人形象著称。1968年左右，这些硬派摩斯族开始被称为“光头党”。剪短头发可能只是因为实际需要，长头发在工业生产和街头械斗中都是不利因素。光头党执着于短发，可能也是为了挑衅中产阶级的嬉皮士文化。
到1969年，光头党文化已经非常流行，以至于摇滚乐队“Slade”也在短时期内打扮成光头党的样子，以利于唱片行销。在庸俗小说家Richard Allen出版了一系列充满暴力和性的小说《光头党》、《光头党的逃匿》后，主流社会认识到这一次文化的存在。由于澳大利亚的珀斯有大批英国移民，在60年代末期，这里的英国年轻人组成了自己的光头党帮派Shapies，并发展出了独特的次文化。
到了70年代，光头党文化开始退出流行。有些光头党成员被划入新兴文化圈，例如Suedehead（来自比光头党富有一点的阶层，日常穿西装，可以用一把梳子把头发定型）、smoothies（留及肩长发）和“鞋童帮”（常与黑帮和足球流氓联系在一起）。原本的光头党内部，摩斯族文化也有回潮迹象，苏格兰粗花皮鞋、不系带平底鞋、西装，特别是“毛衣配西裤”造型又变得流行。
70年代末，随着庞克摇滚崛起，光头党次文化得以复兴。一些庞克乐队打扮成过去光头党的样子。最初，年轻人做复古的光头党打扮是为了反抗庞克的商业主义，后来一些光头党成员被极右派政治团体招纳，包括国家阵线和英国运动。1979年至今，光头党成员仍然剪短发，穿靴子和庞克风格的衣饰，但已经不是很在乎维持传统风格。这些人数量持续增加，由于常在足球流氓事件中出现，受到媒体关注。但现在仍然有维持着摩斯族原始风格的光头党成员。

## 时尚风格
光头党成员以其短发和独特的穿衣风格，很容易被分辨出来。自60年代这一次文化出现以来，光头党的衣着风格一直在改变。有一些被认为是光头党的穿着，实际上只存在于某些地区或时期。传统主义的光头党，今天仍然打扮成60年代原始的样子，带有摩斯族色彩。而现在的极右翼光头党，则深受庞克文化影响，他们把头发剪到更短，穿长靴和紧身牛仔裤。70年代以来，光头党成员多刺青。在80年代的英国，光头党成员甚至在脸上和额头刺青，这一行为现在已不多见。80年代，美国的硬核朋克滋生出“硬核光头党”，与庞克文化的联系要远远大于和原本光头党文化的联系，他们的穿衣风格也没太多限制。

### 发型

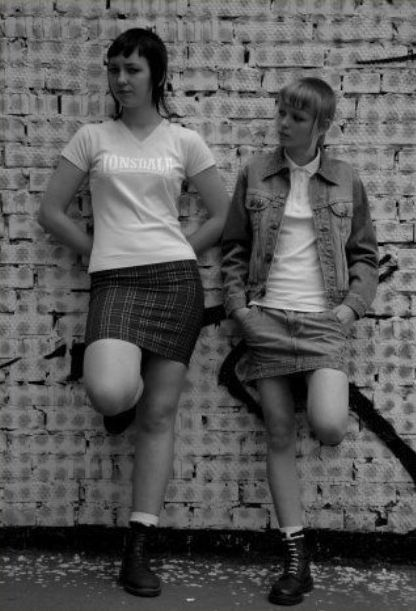
羽毛剪发型的女性光头党

60年代的光头党用推子理很短的平头。80年代的光头党复兴运动中，男性成员才开始剃光头。也有少数人留精心修剪的大鬓角。
60年代的女性光头党和当时的摩斯族一样，受法国新浪潮电影影响，剪干净清爽的短发。80年代，女性光头党成员多理短发羽毛剪，北美称切尔西头（Chelsea）。有些女性光头党剪较短的庞克头

### 衣饰
60年代的光头党成员和摩斯族一样在意衣着。他们常穿名牌衬衫、Polo衫、运动衫、V领毛衣。光头党也会穿西装外套、哈灵顿夹克、蓝色牛仔布外套、风衣等。传统的光头党会穿整身西装，使用两色方格暗纹或犬牙暗纹的布料。下身常穿西装裤、牛仔裤、战斗裤（单色或迷彩）。要刻意卷起来，露出皮靴或袜子。牛仔裤一般是蓝色，直筒窄裤脚。
近期的硬核光头党，特别是在北美，喜欢穿白色跨栏背心打底。下身几乎全是迷彩战斗裤。
女性光头党基本上和男性穿一样的衣服，除了有时加入裙子、长筒袜、和与裙子相配的正装长外套。受到庞克风格影响后，女性光头党也会穿迷你裙和渔网袜。
很多传统光头党会穿吊带裤，吊带可以是任何颜色，但必须是窄带，不宽于1英寸。在有些地方，吊带的宽度可以判断一个人是时尚光头党还是种族主义光头党。时尚光头党的吊带一定夹在裤子腰带上，背后呈X形，颜色和图案与衣服相配，有时是黑白条纹。种族主义光头党的吊带则会悬挂在身上，不同的颜色带有不同意义。不过具体某个颜色所代表的意思，根据地区和时代有所不同。
传统光头党会戴毡帽，也会在长西装外套的口袋里塞一条丝绸手帕，手帕的颜色显示该人支持的足球俱乐部。佩戴足球俱乐部颜色的羊毛或人造丝围巾也很流行，可以系在脖子上、腰上，也可以挂在腰带扣上。
一些70年代的光头党青年会把随身带的伞头磨尖，或买里面暗藏刀子的伞。

### 鞋

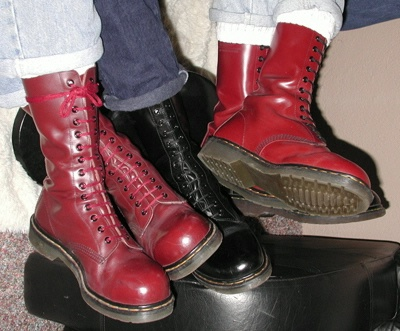
马汀大夫靴子配Levi's牛仔裤是光头党典型的打扮

大多数光头党穿靴子。最初他们穿军靴或各种工作靴，后来则偏爱马汀大夫，即使是该品牌的低帮鞋也很流行。六七十年代，适于在打架中踢人的马汀大夫和铁头工作靴被俗称为“乱子靴”（bovver boots）。近几年来，很多光头党寻找其他品牌的皮靴，其中一个原因是马汀大夫把工厂移到了其他国家。运动鞋和猴子靴也受光头党喜爱。

## 音乐
最初的光头党总是和黑人音乐联系在一起。光头党和牙买加音乐密不可分，以至于当时有一种被称为“光头党雷鬼”的曲风。70年代早期，一些雷鬼音乐家在歌曲中宣扬黑人民族主义，这使很多白人光头党无法认同。在此以前，黑人和白人光头党成员关系良好，但此后便泾渭分明。这时，一些后期光头党成员开始追捧英国华丽摇滚。
70年代后期，朋克摇滚掀起第一波热潮，一种工人阶级朋克风格——Oi!成为光头党中最流行的音乐。
虽然很多种族主义光头党爱听Oi!音乐，一些Oi!乐队中也有光头党风格的成员，但这种音乐并不是光头党的专利。光头党发展出另一种带有鲜明政治色彩的音乐：反共产摇滚（RAC, Rock Against Communism）。RAC发源于Oi! 和庞克，又融合了其他风格。种族主义硬核（hardcore）摇滚也被戏称为“hatecore”。

## 种族主义与政治

### 英国
60年代后期，一些英国光头党成员（包括黑人和白人）参与暴力攻击南亚移民的活动。当时的俗语中叫做“巴基斯坦进攻”（Paki bashing）。但是，从最初开始，各地都有反种族主义的光头党成员，特别是在苏格兰和英国北部。
早期的光头党和种族运动没有必然联系，从70年代开始，一些光头党成员积极参与白人种族主义活动，例如“国家阵线”。这一时期，英国的光头党暴力变得更右翼、带有更多政治色彩，并且出于种族主义目的。到了70年代末，媒体和普通大众通常把光头党看做宣扬种族主义和新纳粹主义的团体。这一运动最终扩展到北美、欧洲和世界其他地区。世界主流媒体在报道种族暴力的时候，也开始用“光头党”一词，尽管那些种族主义者不一定是光头党成员。这使得“光头党”在人们印象中臭名昭著。 80年代组成的著名种族主义光头党团体有：白色雅利安抵抗、金发并骄傲、硬皮（Hammerskins）。
在七八十年代，也有一些英国光头党成员拒绝极左和极右思想。有一些Oi! 乐队也反对极端主义，包括Cockney Rejects、The 4-Skins、Toy Dolls和The Business。一些光头党团体公开表态反对新纳粹主义和政治极端主义，呼吁回归传统光头党的时尚风气。

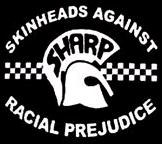
光头党反种族偏见（SHARP）标志

### 美国
美国有多个反对新纳粹主义光头党团体，他们致力于改变大众把光头党当成种族主义代名词的既定印象。如1986年成立的“明尼阿波利斯光头”、1987年成立的“光头党反种族偏见”（SHARP），以及“反种族主义运动”（ARA）。一些此类光头党组织扩展到美国全境，并影响到其他国家。

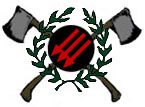
红色无政府主义光头党（RASH）标志

在光头党文化中，还有一群极左翼青年以红色无政府主义为指导思想，用暴力抵抗法西斯主义、支持工人运动。英国人数最多的左翼光头党组织是1981年成立的“红色运动”和1985年成立的“反法西斯运动”。国际上最有名的左翼光头党组织是1993年在纽约市成立的“红色无政府主义光头党”。
保守主义仍然是美国光头党的主流，一些光头党成员并不是种族主义者，但是仍然支持其他右翼思想，例如崇拜美国军事行动，反对当代自由主义思想。

### 俄罗斯
有些偏激的光頭黨，稱為白人力量光头党，他們信奉種族優越主義，崇拜希特勒，對於其他外來民族及旅客通常會採取攻擊、鬥毆與威脅的行為並以敵對的態度對待。主要的集会日是每年4月的最后一周（希特勒生日）。“光头党”在全俄罗斯的总人数大约在10万名以上，其中80%集中在莫斯科和圣彼得堡。这些组织总体上来说比较分散，部分组织的总部设在沃罗涅日。
簡單來說，俄羅斯的光頭黨信奉所謂『俄羅斯是屬於俄羅斯人的』，反對外國移民、反對跨種族的婚姻、捍衛俄羅斯人的就業權利。

#### 成因
1. 苏联解体以来持续的社会动荡。
2. 现任政府中，部分政治势力利用这种极端的民族情绪来获取政治利益。
3. 传统苏联统治中，自认为俄罗斯是世界老大的意识惯性。
4. 俄罗斯传统民族思想中的扩张性与排外性，在现有情况下的极端的表现。
5. 政府在社会教育与社会改革中的无能，导致各种极端势力出现在社会中。
6. 政府当局对以新纳粹等极端主义为代表的极端势力的纵容，以及政府对民主和自由的破坏。

#### 活动
光头党成员在公园，或市场商场，甚至学校寻找异族人进行暴力行动。2006年11月6日，莫斯科爆发了大规模的新纳粹游行示威。2008年11月6日（及俄罗斯十月革命纪念日），莫斯科再次爆发大规模的新纳粹示威游行。

#### 俄羅斯光頭黨事件
俄羅斯莫斯科市法院新聞發言人鄔莎蕎娃說：「2010年10月28日法院判處一個名叫「白狼」光頭黨的兩名主要幫眾：在校大學生「瓦西里·克里韋茨」終生監禁，並處以1,300萬盧布的罰款、以賠償受害者的精神損失，另一名羅斯托夫州的「米特里·烏菲姆採夫」22年有期徒刑」。助理檢查官瑪爾成科說：「克里韋茨和烏菲姆採夫兩人于2007年10月起和其他人加入了殺害外國人的白狼光頭黨。起訴之倡導極端民族主義、煽動民族仇恨、殺人等罪名成立。自2007年10月起訖2008年5月白狼光頭黨共犯了30多起殺人事件，克里韋茨犯了15起殺人事件，烏菲姆採夫犯了5起殺人事件。手段十分兇殘，兇器包括刀、榔頭、以及鋼筋等。兇殺案件多發生在莫斯科和莫斯科州。光頭黨主要攻擊的對象為高加索人、吉普賽人以及中亞地區的居民，受害者包括土耳其人、亞塞拜然人、烏茲別克人，塔吉克人，以及俄羅斯猶太人。還有黑人、亞洲人，連同中國人也經常遭到攻擊殺害。克里韋茨和烏菲姆採夫的攻擊手法為先在莫斯科地铁站尋找非斯拉夫面孔的人士作為攻擊目標，接著跟蹤受害人到行人較少的地方下手、不但毆打且用刀、斧頭、和鋼筋條棒等砍刺殺害受害人」。不久前審理白狼光頭黨的一名法官被暗殺，這起案件迄今未偵破。

## 相關作品
1999年的美國電影《美國歷史檔案》（American History X）正是記述了兩名光頭黨兄弟的故事。

## 外部連結
- 2 Tone Info（页面存档备份，存于） Information about the 2 Tone scene
- A Close Shave - article about Bristol Skinheads
- No Whites; No Rudies; No Blacks; No Skins（页面存档备份，存于） - history of the skinhead subculture